# Hypodermella rhamni
Hypodermella rhamni är en svampart som beskrevs av K. Ramakr. 1955. Hypodermella rhamni ingår i släktet Hypodermella och familjen Rhytismataceae.   Inga underarter finns listade i Catalogue of Life.